# Jensen
Jensen ist ein dänischer und deutscher Familienname.

## Herkunft und Bedeutung
Der patronymische Name bedeutet „Sohn des Jens“.

## Varianten
- Jenssen
- Jenson

## Namensträger

### A
- Aage Rou Jensen (1924–2009), dänischer Fußballspieler
- Adolf Jensen (Komponist) (1837–1879), deutscher Komponist, Pianist und Musikpädagoge
- Adolf Jensen (Politiker) (1878–1965), deutscher Politiker (SPD)
- Adolf Ellegard Jensen (1899–1965), deutscher Völkerkundler
- Adolf Severin Jensen (1866–1953), dänischer Zoologe
- Al Jensen (* 1958), kanadischer Eishockeytorhüter
- Albert Jensen (Architekt) (1847–1913), dänischer Architekt
- Albert Jensen (Anarchist) (1879–1957), schwedischer Journalist und Anarchist
- Alex Jensen (* 1976), US-amerikanischer Basketballspieler
- Alexandra Jensen, australische Schauspielerin
- Alfred Jensen (Slawist) (1859–1921), schwedischer Slawist und Schriftsteller
- Alfred Jensen (Maler, 1859) (Alfred Serenius Jensen; 1859–1935), dänisch-deutscher Maler
- Alfred Jensen (Turner) (1891–1978), dänischer Turner
- Alfred Jensen (Maler, 1898) (1898–1960), deutscher Maler
- Alfred Jensen (Maler, 1903) (1903–1981), US-amerikanischer Maler
- Alfred Jensen (Politiker) (Peter Alfred Jensen; 1903–1988), dänischer Politiker (DKP)
- Alfred Jensen (Maler, 1917) (Alfred Immanuel Jensen; 1917–2006), dänischer Maler
- Amin Jensen (* 1970), dänischer Schauspieler, Moderator, Musiker und Komiker
- Anders Thomas Jensen (* 1972), dänischer Regisseur, Drehbuchautor und Schauspieler
- Andreas Detlef Jensen (1826–1899), deutscher evangelisch-lutherischer Geistlicher, Generalsuperintendent für Holstein
- Angelina Jensen (* 1973), dänische Curlerin
- Anja Jensen (* 1966), deutsche Fotografin
- Anne Jensen (Theologin) (1941–2008), deutsche Theologin
- Anne Jensen (Schauspielerin), dänische Schauspielerin
- Anne Elisabet Jensen (* 1951), dänische Politikerin
- Anne Grethe Jensen (* 1951), dänische Dressurreiterin
- Anne Hald Jensen (* 1990), dänische Badmintonspielerin, siehe Anne Hald
- Annemette Jensen (* 1972), dänische Langstreckenläuferin
- Annette Jensen (* 1962), deutsche Journalistin, Publizistin und Autorin
- Anni Jensen (1916–1984), auch: Anni Tänzer und Anni Jensen-Michaelis, deutsche Schriftstellerin
- Anthony Jensen (* 1967), US-amerikanischer Schauspieler und Produzent
- Arne Jensen (Skispringer), norwegischer Skispringer
- Arne Jensen (Skilangläufer), kanadischer Skilangläufer
- Arne Jensen (Bogenschütze) (* 1998), togoischer Bogenschütze
- Arne Bue Jensen (Papa Bue, 1930–2011), dänischer Jazzmusiker
- Arne Preben Jensen (* 1932), dänischer Reiter
- Arnold Werner-Jensen (* 1941), österreichischer Musikwissenschaftler und Hochschullehrer für Musikdidaktik
- Arthur Jensen (Schauspieler) (1897–1981), dänischer Schauspieler
- Arthur Jensen (Psychologe) (1923–2012), amerikanischer Psychologe
- Arthur Jensen (Oboist) (1925–2016), amerikanischer Oboist und Hochschullehrer
- Åse Lund Jensen (1920–1977), dänische Strickdesignerin
- Ashley Jensen (* 1969), schottische Schauspielerin
- Aslak Wilhelm Jensen (* 1975), grönländischer Politiker (Siumut)
- Astrid Henning-Jensen (1914–2002), dänische Regisseurin und Drehbuchautorin
- August Jensen (* 1991), norwegischer Radsportler
- Augusta Jensen (1858–1936), schwedische Genre-, Landschafts-, Porträt- und Stilllebenmalerin
- Axel Jensen (1932–2003), norwegischer Schriftsteller
- Axel Müller-Jensen (1942–2022), deutscher Neurologe und Hochschullehrer

### B
- Beate Jensen, deutsche Schauspielerin
- Beatrix Niemeyer-Jensen (* 1957), deutsche Erziehungswissenschaftlerin
- Ben F. Jensen (1892–1970), US-amerikanischer Politiker
- Benjamin Jensen (* 1975), norwegischer Leichtathlet
- Bent Jensen (Ruderer) (Georg Egon Bent Jensen; 1925–2016), dänischer Ruderer
- Bent Jensen (Fußballspieler) (* 1947), dänischer Fußballspieler
- Bent Jensen (Reiter) (* 1955), dänischer Dressurreiter
- Bent Angelo Jensen (* 1977), deutscher Modedesigner
- Bente Jensen (* 1951), dänische Fußballspielerin
- Bernhard Jensen (1912–1997), dänischer Kanute
- Bettina Jensen, deutsche Sopranistin
- Beverly Jensen (1953–2003), US-amerikanische Schauspielerin und Schriftstellerin
- Birger Jensen (1945–1998), dänischer Schauspieler
- Birger Jensen (Fußballspieler) (1951–2023), dänischer Fußballspieler
- Birgit Jensen (* 1957), deutsche bildende Künstlerin
- Bjarne Henning-Jensen (1908–1995), dänischer Schauspieler, Drehbuchautor und Regisseur
- Bjørg Eva Jensen (* 1960), norwegische Eisschnellläuferin
- Björn Jensen (Filmproduzent) (* 1965), deutscher Filmproduzent, Berater und Filmemacher
- Björn Jensen (Journalist) (* 1976), deutscher Sportjournalist und Verfasser von Sportbüchern
- Bo Jensen (* 1976), dänischer Curler
- Brian Jensen (* 1975), dänischer Fußballtorhüter
- Brooks Jensen (* 2001), amerikanischer Wrestler

### C
- Camilla Jensen (* 1982), dänische Curlerin
- Carl Jensen (Ringer) (1882–1942), dänischer Ringer
- Carl Jensen (Politiker, 1889) (1889–1969), deutscher Politiker, Stadtpräsident von Flensburg
- Carl Jensen (Politiker, 1906) (1906–1987), deutscher Politiker (CDU), MdL Schleswig-Holstein
- Carl Jensen (Boxer) (1909–1991), dänischer Boxer
- Carl Jóhan Jensen (* 1957), färöischer Schriftsteller
- Carl Oluf Jensen (1864–1934), deutscher Bakteriologe
- Carl Peter Jensen, eigentlicher Name von Carl Værnet (1893–1965), dänisch-argentinischer Allgemeinmediziner und SS-Sturmbannführer
- Carl Peter Jensen (Politiker) (1906–1987), dänischer Politiker
- Caroline Jensen (* um 1947), US-amerikanische Badmintonspielerin
- Carsten Jensen (* 1952), dänischer Schriftsteller
- Charles Jensen (1885–1920), dänischer Turner
- Christian Jensen (Missionar) (1839–1900), deutscher Missionar
- Christian Jensen (Heimatforscher) (1857–1936), deutscher Heimatforscher
- Christian Jensen (Meteorologe) (1867–1942), Hamburger Meteorologe
- Christian Jensen (Altphilologe) (1883–1940), deutscher Klassischer Philologe
- Christian Jensen (Journalist) (* 1972), dänischer Journalist
- Christian Albrecht Jensen (1792–1870), dänischer Maler
- Christian Erasmus Otterstrøm Jensen (1859–1941), dänischer Botaniker
- Christina Jensen (* 1974), dänische Fußballspielerin
- Christine Jensen (Schauspielerin) (* 1960), deutsche Schauspielerin
- Christine Jensen (Musikerin) (* 1970), kanadische Jazzmusikerin
- Christine Bjelland Jensen (* 1994), norwegische Sprinterin
- Christine Bøe Jensen (* 1975), norwegische Fußballspielerin
- Christine Jensen Burke (* 1968 oder 1969), neuseeländische Bergsteigerin
- Christopher Bruun Jensen (* 1985), dänischer Badmintonspieler
- Christopher Juul-Jensen (* 1989), dänischer Straßenradrennfahrer
- Claus Jensen (Orgelbauer) (1815–1892), norwegischer Orgelbauer
- Claus Jensen (Fußballspieler) (* 1977), dänischer Fußballspieler
- Claus Jensen (Badminton) (* um 1978), dänischer Badmintonspieler
- Claus Larsen-Jensen (* 1953), dänischer Politiker (Socialdemokraterne)
- Cole Jensen (* 2001), US-amerikanischer Schauspieler

### D
- Dag Jensen (Musiker) (* 1964), norwegischer Musiker und Hochschullehrer
- Dag Holmen-Jensen (* 1954), norwegischer Skispringer
- Dan Jensen (Eishockeyspieler, 1969) (* 1969), dänischer Eishockeyspieler
- Dan Jensen (Eishockeyspieler, 1975) (* 1975), dänischer Eishockeytorwart
- Daniel Jensen (* 1979), dänischer Fußballspieler
- Danni Jensen (* 1989), dänischer Fußballspieler
- Darren Jensen (* 1960), kanadischer Eishockeyspieler
- David Jensen (Bildhauer) (1816–1902), dänisch-russischer Bildhauer und Hochschullehrer
- David Jensen (Schauspieler, 1947) (1947–1998), US-amerikanischer Schauspieler
- David Jensen (Hörfunkmoderator) (* 1950), kanadischer Hörfunkmoderator
- David Jensen (Schauspieler, 1952) (* 1952), US-amerikanischer Schauspieler
- David Jensen (Eishockeyspieler, 1961) (David Henry Jensen; * 1961), US-amerikanischer Eishockeyspieler
- David Jensen (Eishockeyspieler, 1965) (David Allan Jensen; * 1965), US-amerikanischer Eishockeyspieler
- David Jensen (Fußballspieler) (* 1992), dänischer Fußballtorhüter
- Delwen Lowell Jensen (* 1928), US-amerikanischer Jurist
- Derrick Jensen (* 1960), US-amerikanischer Autor
- Dines Jensen (1850–1939), norwegischer Gewerkschaftsfunktionär
- Doris J. Jensen (* 1978), grönländische Politikerin und Lehrerin
- Dorte Jensen (Seglerin) (* 1972), dänische Seglerin
- Dorte Dalum Jensen (* 1978), dänische Fußballspielerin

### E
- Eckhard Jensen (* 1938), deutscher Fußballschiedsrichter
- Egon Jensen (1922–1985), dänischer Politiker (Socialdemokraterne), Abgeordneter und Minister
- Einar Lund Jensen (* 1949), grönländischer Eskimologe
- Eivind Gullberg Jensen (* 1972), norwegischer Dirigent
- Elín Metta Jensen (* 1995), isländische Fußballspielerin
- Elisabeth Jensen (Politikerin, 1877) (1877–1924), deutsche Politikerin (SPD), MdBB
- Elisabeth Jensen (Politikerin, 1908) (1908–1978), deutsche Politikerin, MdL Schleswig-Holstein
- Elise Ottesen-Jensen (1886–1973), norwegisch-schwedische Sexualaufklärerin, Sozialreformerin, Journalistin und anarchistische Aktivistin
- Elke Jensen (* 1949), deutsche Produktdesignerin
- Ellinor Jensen (1929–2023), deutsche Theater- und Filmschauspielerin
- Elna Jørgen-Jensen (1890–1969), dänische Balletttänzerin und Choreografin
- Elwood V. Jensen (1920–2012), US-amerikanischer Physiologe
- Emil Rasmus Jensen (1888–1967), deutscher Bildhauer
- Eric Jensen (* 1970), kanadischer Rennfahrer
- Eric Frederick Jensen (* 1951), US-amerikanischer Historiker und Musikwissenschaftler
- Erik Jensen (Radsportler), dänischer Radsportler
- Erik Jensen (Boxer) (1921–1987), dänischer Boxer
- Erik Jensen (Leichtathlet) (* 1962), dänischer Leichtathlet (Hürdenlauf)
- Erik Jensen (Schauspieler) (* 1970), US-amerikanischer Schauspieler
- Erik Jensen (Politiker) (* 1975), grönländischer Politiker
- Erik Aalbæk Jensen (1923–1997), dänischer Schriftsteller
- Erika Jensen-Jarolim (* 1960), österreichische Ärztin und Forscherin im Bereich Immunologie und Allergologie
- Erling Jensen (Turner) (1891–1973), norwegischer Turner
- Erling Jensen (Politiker) (1919–2000), dänischer Politiker
- Erling Jensen (Badminton) (* 1940), dänischer Badmintonspieler
- Ernst Jensen (1865–1933), deutscher Maler
- Eugen Jensen (1871–1957), österreichischer Schauspieler

### F
- Fanny Jensen (1890–1969), dänische Politikerin und Gewerkschafterin
- Frank Jensen (* 1961), dänischer Politiker (S)
- Frank Bakke-Jensen (* 1965), norwegischer Politiker
- Freddy Jensen (1926–1996), grönländischer Turner
- Frederik Jensen (Schauspieler) (1863–1934), dänischer Schauspieler
- Frederik Jensen (Politiker) (1900–1983), grönländischer Politiker, Landesrat
- Frederik Jensen (Pokerspieler), dänischer Pokerspieler
- Frederik Jensen (Boxer), dänischer Boxer
- Frederik Nicolai Jensen (1818–1870), norwegischer Geistlicher, Maler und Theaterdirektor
- Fredrik Jensen (SS-Mitglied) (1921–2011), norwegischer Kollaborateur, SS-Obersturmführer
- Fredrik Jensen (Fußballspieler, 1985) (* 1985), schwedischer Fußballspieler
- Fredrik Jensen (Fußballspieler, 1997) (* 1997), finnischer Fußballspieler
- Friedrich Heinrich Otto Jensen (1819–1908), deutscher Jurist und Politiker, MdR
- Fritz Jensen (1903–1955), österreichischer Schriftsteller und Arzt

### G
- Gail Jensen (1949–2010), US-amerikanische Schauspielerin, Produzentin und Komponistin
- Georg Arthur Jensen (1866–1935), dänischer Künstler
- Georg Egon Bent Jensen (1925–2016), dänischer Ruderer, siehe Bent Jensen (Ruderer)
- Gitta Jensen (* 1972), dänische Schwimmerin
- Godmand Jensen (* 1940), grönländischer Politiker (Atassut)
- Gorm Jensen (1886–1968), dänischer Turner
- Gunnar Hall Jensen, norwegischer Regisseur und Drehbuchautor
- Gustav Jensen (1843–1895), deutscher Komponist und Musiker
- Gyde Jensen (* 1989), deutsche Politikerin

### H
- Hanne Jensen (* um 1935), dänische Badmintonspielerin
- Hans Jensen (Sprachwissenschaftler) (1884–1973), deutscher Sprachwissenschaftler
- Hans Jensen (Schauspieler), deutscher Schauspieler
- Hans Fredrik Crawfurd-Jensen (1882–1947), norwegischer Architekt
- Hans G. Jensen (1856–1922), norwegischer Politiker und Gewerkschafter
- Hans Heinrich Jensen (* 1934), deutscher Politiker (CDU)
- Hans Nicolai Andreas Jensen (1802–1850), deutscher Heimatforscher
- Hans-Peter Jensen (1921–2000), deutscher Neurochirurg
- Hans Viggo Jensen (Radsportler) (1900–??), dänischer Radsportler
- Hans Viggo Jensen (Fußballspieler) (auch Viggo Jensen; 1921–2005), dänischer Fußballspieler
- Harro de Wet Jensen (1901–1994), deutscher Anglist und Hochschullehrer
- Hayley Jensen (Musikerin) (* 1983), australische Sängerin und Songschreiberin
- Hayley Jensen (Cricketspielerin) (* 1992), neuseeländische Cricketspielerin
- Heike Jensen (Volleyballspielerin) (* 1965), deutsche Volleyballspielerin
- Heike Jensen (Beachvolleyballspielerin) (* 1984), australische Beachvolleyballspielerin
- Heine Jensen (* 1977), dänischer Handballspieler und -trainer
- Heinrich Carstensen Jensen (1789–1860), deutsch-dänischer Kaufmann und Politiker
- Helgard Müller-Jensen (* 1939), deutsche Galeristin
- Helge Jensen (Moderner Fünfkämpfer) (1896–1961), dänischer Moderner Fünfkämpfer
- Helge Jensen (Künstler) (Helge Daner Jensen; 1899–1986), dänischer Maler und Keramikkünstler
- Helle Jensen (* 1969), dänische Fußballspielerin
- Henning Jensen (Schriftsteller) (1838–1929), dänischer Schriftsteller, Journalist und Politiker
- Henning Jensen (Fußballspieler, 1929) (* 1929), dänischer Fußballspieler
- Henning Jensen (Schauspieler) (* 1943), dänischer Schauspieler
- Henning Jensen (Fußballspieler, 1949) (1949–2017), dänischer Fußballspieler
- Henrik Jensen (Fußballspieler) (* 1959), dänischer Fußballspieler und -trainer
- Henrik Jensen (Musiker) (* um 1975), dänischer Jazzmusiker
- Henrik Jensen (Fußballtrainer) (* 1985), dänischer Fußballtrainer
- Henrik Jensen (Leichtathlet) (* 1999), deutscher Mittel- und Langstreckenläufer
- Henrik Møllgaard Jensen (* 1985), dänischer Handballspieler
- Henrik Ravn Jensen (* 1965), dänischer Fußballspieler
- Henrik Wann Jensen (* 1969), dänischer Informatiker und Computergrafiker
- Herbert Jensen (1900–1968), deutscher Architekt und Hochschullehrer
- Herluf Jensen (1923–2010), US-amerikanischer Bischof
- Hermann Jensen (1895–1946), deutscher Arzt
- Hinnerk Jensen (* vor 1962), deutscher Schauspieler und Filmproduzent

### I
- Iain Jensen (* 1988), australischer Segler
- Ib Martin Jensen (1906–1979), dänischer Architekt
- Ida Schiøttz-Jensen (1860–1933), dänische Interieur-, Landschafts- und Porträtmalerin
- Ilannguaq G. Jensen (* 1939), grönländischer Pastor, Propst, Lehrer und Journalist
- Ingeborg Hammer-Jensen (1880–1955), dänische Klassische Philologin
- Ingrid Jensen (* 1966), kanadische Jazztrompeterin
- Isak Jensen (* 2003), dänischer Fußballspieler

### J
- J. Christian Jensen, Filmemacher
- Jacob Jensen (1926–2015), dänischer Industriedesigner
- Jacob Jensen (Politiker) (* 1973), dänischer Politiker (Venstre), Ernährungs-, Landwirtschafts- und Fischereiminister Dänemarks
- Jakob Ellemann-Jensen (* 1973), dänischer Politiker (Venstre), Umweltminister
- James Jensen (Schachspieler), brasilianischer Schachspieler
- James A. Jensen (1918–1998), US-amerikanischer Paläontologe
- Jan Henrik Jensen (1944–2013), norwegischer Schriftsteller
- Jan Krogh Jensen (1958–1996), dänisch-schwedischer Rocker und Mordopfer
- Jane Jensen (* 1963), US-amerikanische Schriftstellerin
- Jann Jensen (* 1969), dänischer Fußballspieler
- Janni Arnth Jensen (* 1986), dänische Fußballspielerin
- Jean Jensen (1935–2021), britische Schwimmerin
- Jelena Jensen (* 1981), US-amerikanische Pornodarstellerin
- Jens Jensen (Landschaftsarchitekt) (1860–1951), amerikanischer Landschaftsarchitekt
- Jens Jensen (Uhrmacher) (1865–1933), deutscher Uhrmacher
- Jens Jensen (Fußballspieler) (1890–1957), dänischer Fußballspieler
- Jens Jensen, ein Pseudonym von Jochen Brennecke (1913–1997), deutscher Schriftsteller und Marinehistoriker
- Jens Jensen (Physiker) (* 1942), dänischer Physiker
- Jens Jensen (Ingenieur), deutscher Maschinenbauingenieur und Hochschullehrer
- Jens Jensen (Musiker) (* 1964), deutscher Musiker, Komponist, Texter und Theaterdarsteller
- Jens Jensen (Journalist) (* 1971), deutscher Journalist
- Jens Jensen (Basketballspieler) (* 1975), dänischer Basketballspieler
- Jens Jensen (Tennisspieler) (* 1981), deutscher Tennisspieler
- Jens Daugaard-Jensen (1871–1938), dänischer Kaufmann und Inspektor von Grönland
- Jens Fink-Jensen (* 1956), dänischer Autor
- Jens Arnold Diderich Jensen (1849–1936), dänischer Marineoffizier und Polarforscher
- Jens Christian Jensen (1928–2013), deutscher Kunsthistoriker und Museumsdirektor
- Jens Henrik Jensen (* 1963), dänischer Schriftsteller
- Jens Kristian Jensen (1885–1956), dänischer Turner
- Jens Peter Dahl-Jensen (1874–1960), dänischer Bildhauer
- Jens S. Jensen (1946–2015), schwedischer Fotograf
- Jeppe Jensen (1866–1930), dänischer Schriftsteller, siehe Jeppe Aakjær
- Jeppe Jensen (Manager) (* 1980), grönländischer Manager
- Jesper Jensen (Schriftsteller) (1931–2009), dänischer Schriftsteller
- Jesper Jensen (Handballspieler) (* 1977), dänischer Handballspieler
- Jesper Jensen (Eishockeyspieler, 1987) (* 1987), dänischer Eishockeyspieler
- Jesper Jensen (Fußballspieler) (* 1988), dänischer Fußballspieler
- Jesper Jensen Aabo (* 1991), dänischer Eishockeyspieler
- Joakim Jensen (*?), schwedischer Rockmusiker, siehe Social Siberia
- Joakim Jensen (Eishockeyspieler) (* 1987), norwegischer Eishockeyspieler
- Joe Jensen (* 1983), US-amerikanischer Eishockeyspieler
- Johan Jensen (Schauspieler) (1859–1925), dänischer Schauspieler
- Johan Jensen (Boxer) (1898–1983), dänischer Boxer
- Johan Fjord Jensen (1928–2005), dänischer Literaturhistoriker und Kulturforscher
- Johan Laurentz Jensen (1800–1856), dänischer Maler
- Johan Ludwig Jensen (1859–1925), dänischer Mathematiker
- Johannes Hans Daniel Jensen (1907–1973), deutscher Physiker
- Johannes Vilhelm Jensen (1873–1950), dänischer Schriftsteller
- John Jensen (Beamter) (1933–2015), dänischer Beamter und Lehrer
- John Jensen (Kostümbildner), Kostümbildner
- John Jensen (Fußballspieler, 1937) (1937–2012), dänischer Fußballnationalspieler
- John Jensen (Fußballspieler, 1965) (* 1965), dänischer Fußballnationalspieler und -trainer
- John Erik Jensen (* 1945), dänischer Ruderer
- John R. Jensen (* 1949), US-amerikanischer Geograph
- Johnny Jensen (* 1972), norwegischer Handballspieler
- Johnny E. Jensen (* 1947), US-amerikanischer Kameramann
- Jonas Jensen-Abbew (* 2002), dänischer Fußballspieler
- Jørgen Jensen (Reiter) (1878–1970), norwegischer Springreiter
- Jørgen Jensen (Soldat) (1891–1922), dänisch-australischer Soldat
- Jørgen Jensen (Politiker) (1920–1987), dänischer Politiker (DKP) und Gewerkschafter
- Jørgen Jensen (Prähistoriker) (1936–2008), dänischer Historiker und prähistorischer Archäologe
- Jørgen Jensen (Ringer) (1939–1995), dänischer Ringer
- Jørgen Jensen (Leichtathlet) (1944–2009), dänischer Leichtathlet
- Jørgen Jensen (Radsportler) (1947–2015), dänischer Radsportler
- Jørgen Steen Jensen (* 1938), dänischer Historiker und Numismatiker
- Jörn Jensen (1943–2022), deutscher Politiker (Grüne), Bezirksbürgermeister von Berlin-Tiergarten
- Julie Jensen (Freestyle-Skierin) (* 1990), norwegische Freestyle-Skierin
- Julie Jensen (Handballspielerin) (* 1996), dänische Handballspielerin
- Julie Jensen McDonald (1929–2013), US-amerikanische Autorin
- Julie Dorn-Jensen (* 1977), dänische Squashspielerin
- Julie Kepp Jensen (* 2000), dänische Schwimmerin
- Julie Trustrup Jensen (* 1994), dänische Fußballspielerin
- Julius Jensen (Mediziner) (1841–1891), deutscher Psychiater
- Julius Jensen (Politiker) (1872–??), dänisch-amerikanischer Politiker
- Julius Jensen (Regisseur) (* 1975), deutscher Theaterregisseur, Schauspieler, Autor und Musiker
- Jürgen Jensen (Ethnologe) (1938–2025), deutscher Ethnologe und Hochschullehrer
- Jürgen Jensen (Ingenieurwissenschaftler) (* 1955), deutscher Ingenieurwissenschaftler und Hochschullehrer
- Jürgen F. Jensen (* 1939), deutscher Historiker und Archivar

### K
- Kai Jensen (Leichtathlet) (1897–1997), dänischer Leichtathlet
- Kai Jensen (Biologe) (* 1965), deutscher Biologe
- Kaj E. Jensen (1942–2016), dänischer Radrennfahrer
- Kamilla Jensen, grönländische Handballspielerin
- Karen Jensen (Sängerin), kanadische Sängerin und Gesangspädagogin
- Karen Jensen (Schauspielerin) (* 1944), US-amerikanische Schauspielerin
- Karl Jensen (Maler) (1851–1933), dänischer Maler
- Karl Jensen (Leichtathlet) (1898–1928), dänischer Diskus- und Hammerwerfer
- Karl Julius Jensen (1888–1965), dänischer Mittel- und Langstreckenläufer
- Karsten Jensen (* 1976), dänischer Fußballspieler
- Kasper Jensen (Fußballspieler) (* 1982), dänischer Fußballspieler
- Kasper Jensen (Eishockeyspieler) (* 1987), dänischer Eishockeyspieler
- Kasper Kiim Jensen (* 1981), dänischer Badmintonspieler
- Katharina Jensen (* 1986), deutsche Politikerin (CDU)
- Kei Müller-Jensen (* 1936), deutscher Ophthalmologe
- Klaus Jensen (Politiker, 1952) (* 1952), deutscher Politiker (SPD), Oberbürgermeister von Trier
- Klaus Jensen (Politiker, 1958) (* 1958), deutscher Politiker (CDU), MdL Schleswig-Holstein
- Knud Bruun Jensen (1929–2015), dänischer Ruderer
- Knud Enemark Jensen (1936–1960), dänischer Radrennfahrer
- Knud W. Jensen (1916–2000), dänischer Kunstsammler, Museumsdirektor und Geschäftsmann
- Knut Erik Jensen (* 1940), norwegischer Regisseur und Autor
- Kris Jensen (* 1942), US-amerikanischer Popsänger
- Kristian Jensen (* 1971), dänischer Politiker
- Kristine Jensen (* 1956), dänische Landschaftsarchitektin und Professorin
- Kristine Marie Jensen (1858–1923), dänische Köchin und Kochbuchautorin
- Kurt Villads Jensen (* 1957), dänischer Historiker

### L
- Larry Jensen (1920–2009), US-amerikanischer Baseballspieler und -trainer
- Lars Jensen (Radsportler) (* 1964), dänischer Radrennfahrer

- Lars Karl Jensen (* 1949), grönländischer Politiker (Siumut), Seemann, Lehrer und Autor
- Lars P. Jensen (1909–1986), dänischer Politiker (Socialdemokraterne)
- Lars Jensen (Radsportler) (* 1964),  dänischer Radrennfahrer
- Lars-Viggo Jensen (* 1945), dänischer Autorennfahrer
- Larsen Jensen (* 1985), US-amerikanischer Schwimmer
- Laura Cecilie Jensen (* 1999), dänische Handballspielerin
- Leif Jensen (* 1948), norwegischer Gewichtheber
- Lena Jensen Rogn (* 1980), norwegische Skilangläuferin
- Lene Jensen (* 1976), dänische Fußballspielerin
- Leon Jensen (Politiker) (1904–1990), deutscher Politiker (CDU)
- Leon Jensen (Fußballspieler) (* 1997), deutscher Fußballspieler
- Leslie Jensen (1892–1964), US-amerikanischer Politiker
- Line Jensen (Triathletin) (* 1981), dänische Triathletin
- Line Sigvardsen Jensen (* 1991), dänische Fußballspielerin
- Liz Jensen (* 1959), britische Schriftstellerin
- Lorenz Jensen (1883–1961), deutscher Diplomat
- Louis Jensen (Maler) (1858–1908), dänischer Landschafts- und Architekturmaler
- Louis Jensen (Schafzuchtverwalter) (1911–1992), dänischer Schafzuchtverwalter und Richter
- Louis Jensen (Schriftsteller) (1943–2021), dänischer Schriftsteller
- Louise Dam Eckardt Jensen (* 1980), dänische Jazz- und Improvisationsmusikerin
- Luca Jensen (* 1998), deutscher Fußballspieler
- Ludvig Irgens-Jensen (1894–1969), norwegischer Komponist
- Luke Jensen (* 1966), US-amerikanischer Tennisspieler

### M
- Marcus Jensen (* 1967), deutscher Schriftsteller
- Maren Jensen (* 1956), US-amerikanische Schauspielerin
- Marianne Jensen (Politikerin) (* 1949), grönländische Politikerin
- Marianne Jensen (Fußballspielerin) (* 1970), dänische Fußballspielerin
- Marianne Jensen (1935–2016), norwegische Muse, siehe Marianne Ihlen
- Mariane Paviasen Jensen (* 1969), grönländische Umweltaktivistin und Politikerin (Inuit Ataqatigiit)
- Mark Jensen (1960–2021), kanadischer Rennrodler
- Markus Jensen (* 2005), dänischer Fußballspieler
- Marlies Jensen-Leier (* 1950), deutsche Schriftstellerin
- Martin Jensen (Politiker) (1881–1963), schwedischer Politiker
- Martin Jensen (Fußballspieler, 1909) (1909–1992), estnischer Fußballspieler
- Martin Jensen (Langstreckenläufer) (1911–1985), dänischer Langstreckenläufer
- Martin Jensen (Dreispringer) (* 1942), norwegischer Dreispringer
- Martin Jensen (Schriftsteller) (* 1946), dänischer Schriftsteller
- Martin Jensen (Tontechniker), US-amerikanischer Toningenieur
- Martin Jensen (Fußballspieler, 1973) (Martin Sejer Jensen; * 1973), dänischer Fußballtorwart
- Martin Jensen (Cricketspieler) (* 1976), dänischer Cricketspieler
- Martin Jensen (Fußballspieler, 1978) (* 1978), dänischer Fußballspieler
- Martin Jensen (Rennfahrer), dänischer Automobilrennfahrer
- Martin Jensen (Triathlet) (* 1983), dänischer Triathlet
- Martin Jensen (Fußballspieler, 1990) (Martin Thømt Jensen; * 1990), norwegischer Fußballspieler
- Martin Jensen (DJ) (* 1991), dänischer DJ und Produzent
- Martin Kloster-Jensen (1917–2011), norwegischer Philologe und Hochschullehrer
- Martin Engelhardt Jensen (* 1983), dänischer Fußballspieler
- Mathias Jensen (* 1996), dänischer Fußballspieler
- Mathias Højgaard Jensen (* ≈1992), dänischer Jazzmusiker
- Mattias Skjelmose Jensen (* 2000), dänischer Radrennfahrer
- Matthew Jensen (Kameramann), US-amerikanischer Kameramann
- Matthew Jensen (Künstler) (* 1980), US-amerikanischer Künstler und Fotograf
- Matt Jensen (* 1978), kanadischer Ruderer
- Max Jensen (* 1860), deutscher Maler
- Mette V. Jensen (* 1987), dänische Fußballspielerin
- Michael Jensen (Ökonom) (1939–2024), amerikanischer Ökonom
- Michael Jensen (Mediziner) (* 1939), deutscher Kinderarzt und Hochschullehrer
- Michael Jensen (Autor) (* 1966), deutscher Arzt und Schriftsteller
- Michael Jensen (Rennfahrer) (* 1975), dänischer Autorennfahrer
- Michael Jensen (Badminton), dänischer Badmintonspieler
- Michael Aastrup Jensen (* 1976), dänischer Politiker
- Michael Shally-Jensen (* um 1956), US-amerikanischer Soziologe und Kulturanthropologe
- Mike Jensen (Fußballspieler) (* 1988), dänischer Fußballspieler
- Mike Jensen (Handballspieler) (* 1995), dänischer Handballspieler
- Mikkel Jensen (* 1994), dänischer Automobilrennfahrer
- Mikkel Gregers Jensen, dänisches Model
- Mogens Jensen (* 1963), dänischer Politiker
- Morten Jensen (Segler) (* 1951), norwegischer Segler
- Morten Jensen (Leichtathlet) (* 1982), dänischer Leichtathlet
- Morten Jensen (Fußballspieler) (* 1987), deutscher Fußballspieler
- Morten Schuldt-Jensen (* 1958), dänischer Dirigent und Hochschullehrer
- Murphy Jensen (* 1968), US-amerikanischer Tennisspieler

### N
- Nanna Brosolat Jensen (* 1984), dänische Badmintonspielerin
- Nephi Jensen (1876–1955), US-amerikanischer Jurist, Politiker und Missionar
- Nicholas Jensen (* 1989), deutsch-dänischer Eishockeyspieler
- Nick Jensen (* 1990), US-amerikanischer Eishockeyspieler
- Nicklas Jensen (* 1993), kanadisch-dänischer Eishockeyspieler
- Niclas Jensen (* 1974), dänischer Fußballspieler
- Niels Jensen (Segler) (* 1939), dänischer Segler und Olympiateilnehmer
- Niels Frederik Schiøttz-Jensen (1855–1941), dänischer Landschafts- und Porträtmaler
- Niels Peter Jensen (1802–1846), dänischer Komponist
- Niels-Peter Jensen (* 1974), deutscher Mountainbike-Sportler
- Nils Jensen (Fußballspieler) (1935–2010), dänischer Fußballspieler
- Nils Jensen (Schriftsteller) (* 1947), österreichischer Schriftsteller
- Nils Jensen (Informatiker) (* 1975), deutscher Informatiker
- Nora Jensen (* 1965), deutsche Schauspielerin

### O
- Oddmund Jensen (1928–2011), norwegischer Skilangläufer
- Ole Jensen (Sportschütze) (1872–1943), norwegischer Sportschütze
- Ole Jensen (Zeichner) (bürgerlich Hans Döpke; 1924–1977), deutscher Zeichner und Karikaturist
- Ole Jensen (Badminton) (1928–2015), dänischer Badminton-, Tennis- und Fußballspieler
- Ole Jensen (Neurowissenschaftler) (* 1968), dänischer Neurowissenschaftler
- Ole Bloch Jensen (* 1943), dänischer Ruderer
- Ole David Jensen (* 1943), dänischer Leichtathlet
- Ole Hviid Jensen (* 1933), dänischer Sportschütze
- Ole Jørgen Jensen (* 1988), norwegischer Radrennfahrer
- Oliver Jensen (* 2002), dänischer Fußballspieler
- Oluf Jensen (1672–1750), Amrumer Seefahrer
- Otto Jensen (Pädagoge) (1840–1915), dänischer Pädagoge
- Otto Jensen (Bischof) (1856–1918), norwegischer Geistlicher, Bischof von Hamar
- Otto Jensen (Radsportler) (1893–1972), dänischer Radrennfahrer
- Ove Jensen (Radsportler) (* 1947), dänischer Radrennfahrer
- Ove Jensen (Wirtschaftswissenschaftler) (* 1973), deutscher Wirtschaftswissenschaftler

### P
- Palle Lykke Jensen (1936–2013), dänischer Radsportler, siehe Palle Lykke
- Patrik Jensen (* 1969), schwedischer Gitarrist
- Paul Jensen (Schauspieler) (1850–1931), deutscher Schauspieler, Sänger (Bariton), Theaterintendant und Gesangspädagoge
- Paul Jensen (Mediziner) (1868–1952), deutscher Physiologe und Hochschullehrer
- Paul Jensen (Eishockeyspieler) (* 1955), US-amerikanischer Eishockeyspieler
- Paul H. Jensen (Paul Henry Holm-Jensen; 1907–1994), dänisch-US-amerikanischer Forschungsreisender
- Paul M. Jensen (Paul Morris Jensen), britischer Filmhistoriker und Drehbuchautor
- Paula Jensen (* 1980), färöische Fußballspielerin
- Paulina Hougaard-Jensen (* 1996), dänische Volleyballspielerin
- Pavia Jensen (1877–1957), grönländischer Handelsverwalter und Landesrat
- Peder Jensen (Reiter), dänischer Vielseitigkeitsreiter
- Peder Are Nøstvold Jensen, bekannt als Fjordman (* 1975), norwegischer Blogger
- Peder Vilhelm Jensen-Klint (1853–1930), dänischer Maler und Architekt, siehe Peder Klint
- Pelle Jensen (* 1992), deutscher Fußballspieler
- Per Jensen (Fußballspieler) (* 1930), dänischer Fußballspieler
- Per Jensen (Chemiker) (1956–2022), dänischer Chemiker und Hochschullehrer
- Per Jensen (Ethologe) (* 1956), dänischer Verhaltenswissenschaftler und Hochschullehrer
- Pernille Dupont Jensen (* 1967), dänische Badmintonspielerin, siehe Pernille Dupont
- Peter Jensen (Politiker, 1824) (1824–1889), deutscher Politiker, MdL Preußen
- Peter Jensen (Landwirt) (1856–1941), deutscher Hufner
- Peter Jensen (Altorientalist) (1861–1936), deutscher Orientalist und Assyriologe
- Peter Jensen (Politiker, 1890) (1890–1969), deutscher Politiker (CDU)
- Peter Jensen (Physiker) (1913–1955), deutscher Physiker
- Peter Jensen (Politiker, 1914) (1914–1993), grönländischer Katechet und Landesrat
- Peter Jensen (Holzbildhauer) (1931–2000), deutscher Holzbildhauer und Restaurator
- Peter Jensen, Pseudonym von Fritz Honka (1935–1998), deutscher Serienmörder
- Peter Jensen (Sportjournalist) (* 1937/1938), deutscher Sportjournalist
- Peter Jensen (Bischof) (* 1943), australischer Geistlicher, Erzbischof von Sydney
- Peter Jensen (Leichtathlet) (* 1951), dänischer Stabhochspringer
- Peter Jensen (Intendant), dänischer Journalist
- Peter Jensen (Turner), dänischer Trampolinturner
- Peter Jensen-Nissen (* 1944), deutscher Politiker (CDU)
- Peter Skov-Jensen (* 1971), dänischer Fußballspieler
- Peter Aage Jensen (* 1951), dänischer Badmintonfunktionär
- Peter Aalbæk Jensen (* 1956), dänischer Filmproduzent
- Peter Alfred Jensen (1903–1988), dänischer Politiker (Danmarks Kommunistiske Parti), siehe Alfred Jensen (Politiker)
- Peter Boysen Jensen (1883–1959), dänischer Botaniker
- Peter Vindahl Jensen (* 1998), dänischer Fußballtorwart
- Phon-Ek Jensen (* 2003), thailändisch-dänischer Fußballspieler
- Poom Jensen (1983–2004), Mitglied der thailändischen Königsfamilie
- Poul Jensen (Fußballspieler, 1899) (1899–1991), dänischer Fußballspieler
- Poul Jensen (Fußballspieler, 1934) (1934–2022), dänischer Fußballspieler
- Poul Jensen (Astronom), dänischer Astronom
- Poul Høj Jensen (* 1944), dänischer Segler

### R
- Rafael da Cunha Jensen (* 1988), brasilianischer Fußballspieler
- Rebecca Jensen (* 1972), US-amerikanische Tennisspielerin
- Richard Jensen (* 1996), finnischer Fußballspieler
- Robert Jensen (* 1973), niederländischer Fernsehmoderator
- Ronald Jensen (Mathematiker) (* 1936), US-amerikanischer Mathematiker
- Ronald Jensen (Skispringer), norwegischer Skispringer
- Rudolf Jensen (* um 1945), US-amerikanischer Skandinavist und Hochschullehrer
- Ryan Jensen (* 1991), US-amerikanischer American-Football-Spieler
- Ryan Jensen (Baseballspieler) (* 1997), US-amerikanischer Baseballspieler

### S
- Sandra-Maria Jensen (* 1994), dänische Badmintonspielerin
- Sara Indrio Jensen (alias Sara Indrio; * 1975), dänische Schauspielerin und Musikerin
- Scarlett Mew Jensen (* 2001), britische Wasserspringerin
- Schwen Hans Jensen (1795–1855), deutscher Politiker und Landvogt
- Sergej Jensen (* 1973), dänischer Maler, Musiker, Performance- und Installationskünstler
- Severin Jensen (1723–nach 1809), dänischstämmiger Architekt
- Sid Jensen (* 1947), kanadischer Turner
- Syd Jensen (1922–1999), neuseeländischer Motorrad- und Automobilrennfahrer
- Simon Jensen (* 1988), deutsch-schwedischer Schauspieler
- Siv Jensen (* 1969), norwegische Politikerin
- Sophie Bothilde Jensen (1912–2007), deutsch-dänische Malerin
- Sophus Jensen (1889–1945), US-amerikanischer Wasserballspieler
- Søren Elung Jensen (1928–2017), dänischer Schauspieler, Hörbuchsprecher und Synchronsprecher
- Søren Georg Jensen (1917–1982), dänischer Silberschmied und Bildhauer
- Søren Marinus Jensen (1879–1965), dänischer Ringer
- Sririta Jensen (* 1981), dänisch-thailändische Schauspielerin und Fotomodell
- Steen Smidt-Jensen (* 1945), dänischer Zehnkämpfer, Hürdenläufer, Stabhochspringer und Hochspringer
- Stephen Arthur Jensen (* 1954), kanadischer Geistlicher, Bischof von Prince George
- Steve Jensen (1955–2022), US-amerikanischer Eishockeyspieler und -trainer
- Susanne Jensen (* 1963), deutsche Künstlerin, Autorin und Pastorin der Nordkirche
- Synne Jensen (* 1996), norwegische Fußballspielerin

### T
- Tage Ivan Jensen (1922–2009), dänischer Fußballspieler
- Thea Jensen (* 1999), dänische Kugelstoßerin
- Theis Jensen (1938–2018), dänischer Jazzmusiker
- Thit Jensen (1876–1957), dänische Schriftstellerin
- Thøger Jensen (* 1960), dänischer Schriftsteller
- Thomas Jensen (Dirigent) (1898–1963), dänischer Dirigent und Cellist
- Thomas Jensen (Veranstalter) (* 1966), deutscher Festivalveranstalter, Mitgründer des Wacken Open Air
- Thomas Jensen (Politiker) (* 1970), dänischer Politiker
- Thomas Jensen, bürgerlicher Name von DJ Rabauke (* 1972), deutscher DJ und Produzent
- Thomas Jensen (Orientierungsläufer), dänischer Orientierungsläufer
- Thomas Skriver Jensen (* 1996), dänischer Politiker
- Thor Jensen (1880–1976), norwegischer Turner
- Tobias Jensen (* 2004), dänischer Basketballspieler
- Tomas Villum Jensen (* 1971), dänischer Schauspieler und Filmregisseur
- Toni Jensen (1891–1970), deutsche Politikerin (SPD)
- Torben Jensen (Schauspieler) (1944–2018), dänischer Schauspieler
- Torben Jensen (Politiker) (* 1950), dänischer Politiker
- Torben Jensen (Badminton), dänischer Badmintonspieler
- Trine Østergaard Jensen (* 1991), dänische Handballspielerin

### U
- Uffa Jensen (* 1969), deutscher Historiker
- Uffe Ellemann-Jensen (1941–2022), dänischer Politiker
- Uwe Jensen (Botaniker) (1931–2017), deutscher Botaniker und Hochschullehrer
- Uwe Jensen (Politiker) (1943–2024), deutscher Politiker (SPD), MdL Schleswig-Holstein
- Uwe Jensen (Schlagersänger) (* 1948), deutscher Schlagersänger
- Uwe Jensen (Mathematiker, 1950) (* 1950), deutscher Mathematiker und Hochschullehrer (Hohenheim, Ulm)
- Uwe Jensen (Mathematiker, 1958) (* 1958), deutscher Mathematiker und Hochschullehrer (Kiel)
- Uwe Jens Jensen (1941–1997), deutscher Dramaturg, Theaterregisseur und Autor

### V
- Valentin Jensen (* 2005), dänischer Sprinter
- Valther Jensen (1888–1982), dänischer Diskuswerfer und Kugelstoßer
- Victor Jensen (* 2000), dänischer Fußballspieler
- Victoria Jensen (1847–1930), dänische Krankenschwester, Diakonisse und Oberin
- Viggo Jensen (Gewichtheber) (1874–1930), dänischer Gewichtheber, Schütze und Leichtathlet
- Viggo Jensen (Fußballspieler) (* 1947), dänischer Fußballspieler und -trainer
- Viggo Møller-Jensen (1907–2003), dänischer Architekt

### W
- Walter Jensen (Walter Adrian Jensen; * um 1969), US-amerikanischer Soziologe und Hochschullehrer
- Wilhelm Jensen (1837–1911), deutscher Schriftsteller
- Wilhelm Müller-Jensen (auch Will Müller-Jensen; 1908–2000), deutscher Neurologe und Psychiater
- William B. Jensen (1948–2024), US-amerikanischer Chemiker und Chemiehistoriker
- Wolfgang Jensen (1956–2005), deutscher Musiker, Lehrer und Komponist

### Vorname
- Jensen Ackles (* 1978), US-amerikanischer Schauspieler